# Belgische kampioenschappen trampolinespringen
De Belgische kampioenschappen trampolinespringen is een jaarlijks kampioenschap georganiseerd door de Koninklijke Belgische Turnbond (KBT) voor Belgische trampolinespringers.

## Erelijst
| Jaar | Heren                                     | Dames                                     |
| ---- | ----------------------------------------- | ----------------------------------------- |
| 2000 | Damien Debecker                           | Sofie Coudijzer                           |
| 2001 | Arne Debruyne                             | Nele De Vriendt                           |
| 2002 | Damien Debecker                           | Ilse Despriet                             |
| 2003 | Damien Debecker                           | Ilse Despriet                             |
| 2004 | Damien Debecker                           | Miet Decavel                              |
| 2005 | Damien Debecker                           | Miet Decavel                              |
| 2006 | Dieter Coudijzer                          | Rebecca Levebvre                          |
| 2007 | Dieter Coudijzer                          | Batanay Kolcu                             |
| 2008 | Benjamin Eugène                           | Jozefien Van Haeren                       |
| 2009 | David Samba                               | Justine Brodelet                          |
| 2010 | Kevin Vandamme                            | Valerie Vanmellaerts                      |
| 2011 | Kevin Vandamme                            | Justine Brodelet                          |
| 2012 | Kevin Vandamme                            | Justine Brodelet                          |
| 2013 | Simon Debacker                            | Justine Brodelet                          |
| 2014 | Nathan Baeckeland                         | Margo Leman                               |
| 2015 | Ben Van Overberghe                        | Raissa Swerts                             |
| 2016 | Simon Debacker                            | Sara Debacker                             |
| 2017 | Simon Debacker                            | Zoé Botte                                 |
| 2018 | Joris Geens                               | Raissa Swerts                             |
| 2019 | Simon Debacker                            | Merel Wirtgen                             |
| 2020 | afgelast omwille van de covid-19-pandemie | afgelast omwille van de covid-19-pandemie |

American football · Atletiek (indoor · outdoor · 10 km · 1/2 marathon · marathon · veldlopen · meerkamp) · Autosport (rally) · Badminton · Basketbal (heren · dames) · Baseball · Beachvolleybal · Biljart (driebanden) · Dammen · Futsal · Gymnastiek (acro · trampoline) · Handbal (heren · dames) · Hockey (heren · dames) · IJshockey · Korfbal (zaal · veld) · Krachtbal · Kunstschaatsen · Motorcross (trial · zijspan) · Schaatsen · Schaken · Snooker · Squah · Strandvoetbal · Triatlon (sprint · middenafstand · olympische afstand · mixed relay · ploegen · cross) · Voetbal (heren · dames) · Waterskiën (racing) · Volleybal (heren · dames) · Wielrennen (tijdrijden · weg · piste · gravel · veld · mountainbike · BMX) · Zaalhockey (heren · dames) · Zaalvoetbal